# 353 Ruperto-Carola
353 Ruperto-Carola (mednarodno ime je 353 Ruperto-Carola) je asteroid tipa S (po SMASS). 

## Odkritje
Asteroid je odkril nemški astronom Max Wolf ( 1863 – 1932) 16. januarja 1893 v Heidelbergu. Imenuje se po Univerzi v Heidelbergu (latinsko ime Ruperto Carola Heidelbergensis ali po nemško Ruprecht-Karl-Univerzität)

## Lastnosti
Asteroid Ruperto-Carola obkroži Sonce v 4,5letih. Njegova tirnica ima izsrednost 0,331, nagnjena pa je za 5,711° proti ekliptiki. Premer asteroida je med 13 in 30 km.